# 韓国証券取引所
韓国証券取引所（かんこくしょうけんとりひきじょ）は大韓民国にあった証券取引所。現在は韓国取引所の一部門。韓国取引所の本部は釜山広域市だが、証券取引部門は引き続きソウル特別市永登浦区汝矣島で行われる。

## 概要
組織の運用形態は特殊法人だった。1部と2部で構成され、株価の指標として総合株価指数（KOSPI）などが用いられる。
2005年1月27日、韓国内の商品先物取引所、店頭市場（コスダック）と合併し、韓国取引所（KRX）に移行した。

## 立会時間
- 通常取引 09:00～15:30(日本時間同じ)

## 沿革
- 1956年 - 営団として「大韓証券去来所」が開設される
- 1962年 - 株式会社化
- 1963年 - 特殊法人「韓国証券去来所」となる。
- 1979年 - 明洞から汝矣島に移転。
- 2005年 - 韓国内の先物取引所、コスダックと合併。韓国取引所へ。